# Indian Widow
Indian Widow (título completo The Widow of an Indian Chief Watching the Arms of her Deceased Husband) é uma pintura de Joseph Wright of Derby, completada no fim de 1783 ou no começo de 1784 e mostrada ao público pela primeira vez em 1785. O quadro se encontra no Derby Museum and Art Gallery, Derby.